# محمد بن عبدالوهاب
محمد ابن عبدالوهاب بن سلیمان التمیمی (۱۱۱۵–۱۲۰۶ ه‍.ق) (۱۷۰۳–۱۷۹۲ م) محقق اسلامی، متکلم، واعظ، فعال و رهبر مذهبی عرب اهل نجد در عربستان مرکزی، که به عنوان بنیان‌گذار جنبش وهابیت و یکی از متفکران جنبش احیای اسلام شناخته می‌شود.
پیروان او خود را موحد (در حال جمع: موحدین) می‌نامند و اصطلاح «وهابی» یک برچسب نسبتاً توهین آمیز است که توسط پیروان او استفاده نمی‌شود، بلکه توسط دانشمندان غربی و برخی از منتقدان او از بین مسلمانان استفاده می‌شود.
او پیروی دقیق از قوانین سنتی اسلامی را ترویج می‌کرد و ضرورت بازگشت مستقیم به قرآن و حدیث را به جای تکیه بر تفاسیر قرون وسطی اعلام می‌کرد و اصرار داشت که هر مسلمان اعم از زن و مرد، شخصاً قرآن را بخواند و مطالعه کند.
تقلید از مجتهدین را رد کرد و گفت هرکسی باید خودش در امر دین صاحب نظر شده اجتهاد کند.
زیارت قبور مقدسین و دعا کردن به آنها را مردود شمرد و آن را مترادف با پرستش غیر خدا دانست.
برخی از علمای مهم سنی در زمان خودش با نظرات او مخالف بودند که از جمله آنان پدر و برادر خودش بودند.
او شرط مشروعیت حکومت را (قدرت - انصاف - بیعت) می‌دانست.
دعوت او برای اصلاحات اجتماعی در جامعه مبتنی بر آموزه کلیدی توحید بود و به شدت از رساله‌های علمای کلاسیک ابن تیمیه (متوفی ۷۲۸ ه‍.ق/ ۱۳۲۸ م) و ابن قیم (متوفی ۷۵۱ ه. /۱۳۵۰م) اثر پذیرفته بود.
وی اتحادی دینی-سیاسی را با محمد بن سعود ایجاد کرد و به تأسیس حکومت دیریه (حکومت سعودی) کمک کرد و این اتحاد تا به امروز ادامه دارد.
نوادگان او که آل شیخ نامیده می‌شوند همواره نقش جلوداری علما را در عربستان دارا بوده‌اند و بر نظرات علمای سعودی نفوذ کامل دارند.

## زندگی
محمدبن عبدالوهاب در سال ۱۱۱۵ ه‍.ق (۱۷۰۳ میلادی) در روستای عیینه (به عربی: عُیَینه) از توابع نجد متولد گردید. پدر وی، عبدالوهاب از قضات آن شهر بود. محمد، فقه حنبلی را در زادگاه خود آموخت. سپس، برای تکمیل معلومات رهسپار مدینه شد و در آنجا به تحصیل حدیث و فقه پرداخت.
در دوران تحصیل در مدینه، گه‌گاه مطالبی بر زبانش جاری می‌شد که از عقایدی خاص حکایت داشت.
چندی بعد، محمدبن عبدالوهاب، مدینه را به سوی نقاط دیگر ترک کرد و چهار سال در بصره و پنج سال در بغداد و یکسال در کردستان و دو سال در همدان اقامت کرد. مدتی کوتاه نیز، در اصفهان و قم زندگی کرد و آنگاه از طریق بصره به احساء رفت و از آنجا به «حُرَیمله» اقامتگاه پدرش رفت.

## عملکرد

### دعوت به توحید
محمد بن عبدالوهاب مسلمانان را به رهایی از بدعت‌ها و خرافات دعوت می‌کرد. تمسک به کتاب و سنت و آنچه پیشینیان صالح در میان علمای این امت بر آن بوده‌اند. وی دعوت خود را در قصبه حریمله آغاز کرد و مردم زیادی دعوت او را پذیرفتند و دیگران از کشورهای دیگر برای شرکت در دروس و مجالس او نزد او آمدند تا اینکه طرفداران و پیروانش زیاد شدند که برخی را به کشتن او واداشت، بنابراین به سوی عیینه حرکت کرد. در عیینه، عثمان بن حمد بن عبدالله بن معمر از وی پذیرایی کرد و دعوت را از او پذیرفت و همکاری کردند. نهی از منکر و زدودن شرک و بدعت‌ها که خشم برخی از علما را برانگیخت که موقعیت خود را ممکن بود از دست بدهند. ابن معمر امیر عینیه بیم آن داشت که والی احساء کمک‌هایش را قطع کند، لذا محمد بن عبدالوهاب را از عیینه بیرون کرد.

### ورود به درعیه و اتحاد با محمد بن سعود
شیخ محمد بن عبدالوهاب به درعیه، مقر آل سعود رفت. او در آنجا با شاهزاده محمد بن سعود بن محمد المقرن ملاقات و دعوت خود را به او عرضه کرد. و آن دو متعهد شدند که به دین صحیح دعوت کنند، با بدعت‌ها مبارزه کنند و همه اینها را در سراسر شبه جزیره عربستان گسترش دهند.
محمد ابن سعود با او شرط کرد که در صورت موفقیت با هم بمانند و نیز ابن عبدالوهاب اهالی درعیه را از پرداخت مالیات هرگز نفی نکند.
این اتحاد در ۱۷۴۴ م به بیعت درعیه منجر شد که در واقع اولین دولت سعودی است که در درعیه مستقر گردید.
زمانی که آل سعود درعیه را به پناهگاهی امن تبدیل کرد، وهابیان شهرهای دیگر نیز آمدند. از جمله اعضایی از قبیله ابن معمر که با ابن عبدالوهاب بیعت کرده بودند. هسته هواداران ابن عبدالوهاب در سراسر نجد به درعیه رفتند و پیشتاز حملات آل سعود علیه سایر شهرها شدند.
ابن عبدالوهاب مسئول امور دینی و ابن سعود مسئول مسائل سیاسی و نظامی بود. این قرارداد تبدیل به «پیمان حمایت متقابل»و ترتیبات تقسیم قدرت بین خاندان آل سعود و آل شیخ و پیروان ابن عبدالوهاب شد که برای نزدیک به ۳۰۰ سال پابرجا است.
پایه عقیدتی توسعه عربستان با احیای آموزه‌های ابن تیمیه، جنبش موحدون (وحدت‌گرا) بر پایبندی دقیق به قرآن و سنت تأکید کرد. در حالی که به‌طور همزمان از مفهوم یک دولت اسلامی بر اساس الگوی جامعه مسلمانان اولیه در مدینه دفاع می‌کند. در همین حال، مخالفان
مسلمان و غربی برای تحقیر انرا «وهابیت» نامیدند.
ابن عبدالوهاب با استنباط از تجربیات تلخ خود در عیینه، ضرورت یک نهاد سیاسی قوی اسلامی را برای دگرگونی وضعیت موجود اجتماعی-مذهبی و همچنین حفظ پایگاه سرزمینی وهابیت در برابر فشارهای خارجی درک کرده بود. پس از تحکیم موقعیت خود در درعیه، به حاکمان و روحانیون سایر شهرها نامه نوشت و آنها را به پذیرش آموزه‌های او دعوت کرد. برخی به درخواست‌های او توجه کردند، برخی دیگر آن را رد کردند و او را به جهل یا جادو متهم کردند.

### جنگ با ریاض (۱۷۴۶–۱۷۷۳)
ابن عبدالوهاب با درک اهمیت تبلیغ دینی کارآمد (دعوت) از شاگردان خود خواست تا از راه استدلال و تبلیغ بر جنگ تسلط پیدا کنند تا سایر مسلمانان را به تلاش اصلاحی خود متقاعد کنند. بین سالهای ۱۷۴۴ و ۱۷۴۶، موعظه ابن عبدالوهاب به همان شیوه غیر خشونت‌آمیز سابق ادامه یافت و به‌طور گسترده در میان مردم نجد گسترش یافت. حاکمان شهرهای مختلف در سراسر نجد با ابن سعود بیعت کردند. این وضعیت در حدود ۱۱۵۸/۱۷۴۶ به شدت تغییر کرد. زمانی که رئیس قدرتمند ضد وهابی ریاض، دهام بن دواس (فل. ۱۱۸۷/۱۷۷۳)، به شهر منفوحه که با دیریه بیعت کرده بود، حمله کرد. این درگیری نزدیک به ۳۰ سال بین دیریه و ریاض تا سال ۱۱۸۷/۱۷۷۳ ادامه داشت. ابتدا با فتح نجد، نیروهای محمد بن سعود نفوذ وهابیان را به بیشتر قلمرو امروزی عربستان سعودی گسترش دادند و شیوه‌های مختلف مردمی را که شبه شرک می‌دانستند ریشه کن کردند و آموزه‌های عبدالوهاب را تبلیغ کردند.
محمد بن عبدالوهاب اظهار می‌داشت که لشکرکشی‌های امارت درعیه کاملاً تدافعی است و مخالفانش را سرزنش می‌کرد که اولین کسانی هستند که تکفیر را آغاز کردند. ابن عبدالوهاب جهاد را فعالیتی تعریف کرده بود که باید توجیه دینی معتبری داشته باشد و فقط امامی می‌تواند آن را اعلام کند که هدفش کاملاً دفاعی باشد.
ابن عبدالوهاب با توجیه لشکرکشی‌های وهابی‌ها به عنوان عملیات دفاعی در برابر دشمنانشان می‌گوید:
در مورد جنگ تا امروز ما با کسی جز برای دفاع از جان و ناموس خود نجنگیدیم، آنها در منطقه ما به سراغ ما آمدند و در جنگ با ما از هیچ کوششی دریغ نکردند و ما فقط برای انتقام با برخی از آنها شروع به جنگ کردیم. به خاطر تجاوز مداوم آنها، [کیفر بدی، شری مانند آن است] (۴۲:۴۰)... آنها کسانی هستند که ما را کافر اعلام کردند و با ما جنگیدند.

### شورش در حریمله (۱۷۵۲–۱۷۵۵)
در سال‌۱۷۵۳م، وهابی‌ها با تعداد نگران‌کننده‌ای از شهرها مواجه شدند که از بیعت خودداری می‌کردند. برجسته‌ترین آنها شهر حریمله بود که در سال ۱۷۴۷ با دیریه بیعت کرده بود. با این حال، در سال ۱۷۵۲، گروهی از شورشیان به تشویق برادر ابن عبدالوهاب، سلیمان، کودتایی را در حریمله به راه انداختند. جنگ بین دیریه و حریمله آغاز شد. ابن عبدالوهاب یک گردهمایی از وهابیان از تمام سکونتگاه‌های سراسر نجد برگزار کرد. او با مروری بر فرارها و شکست‌های اخیر، آنها را تشویق کرد که به ایمان خود محکم بمانند و دوباره به مبارزه متعهد شوند.
نبردهای متعاقب آن و تصرف مجدد حریمله در سال ۱۱۶۸/۱۷۵۵، تحولی چشمگیر در توسعه طلبی وهابی ایجاد کرد. عبدالعزیز، پسر محمد بن سعود، به عنوان رهبر اصلی عملیات نظامی وهابی ظاهر شده بود. عبدالعزیز در کنار یک نیروی ۸۰۰ نفری و ۲۰۰ نفر دیگر به فرماندهی حاکم مخلوع حریمله، توانست شورشیان را تحت سلطه خود درآورد. مهم‌تر از آن، منطق پشت این لشکرکشی بر اساس رساله جدید ابن عبدالوهاب مفید المستفید بود. ابن عبدالوهاب در این رساله اهالی حریمله را تکفیر کرد و وظیفه سربازان وهابی اعلام کرد که با آنها به عنوان مرتد بجنگند. او همچنین آیات متعددی از قرآن را بیان کرد که نشان دهنده اشکال تهاجمی جهاد است.

### تسخیر ریاض و بازنشستگی (۱۷۷۳)
ریاض آخرین نقطه تهدید جدی برای دولت سعودی در سال ۱۷۶۴–۱۷۶۵ بود. در این دوره، شیعیان اسماعیلی نجران در کنار قبیله متحد خود عجمان، نیروهای خود را با هم متحد کردند تا در نبرد مو در اکتبر ۱۷۶۴، شکست بزرگی را به سعودی‌ها وارد کنند و حدود ۵۰۰ مرد را کشتند. نیروهای ضد وهابی با متجاوزان متحد شدند و در محاصره ترکیبی دیریه شرکت کردند. مدافعان به دلیل خروج غیرمنتظره نجرانی‌ها پس از آتش‌بس با سعودی‌ها، توانستند شهر خود را حفظ کنند. یک دهه بعد در سال ۱۷۷۳، عبدالعزیز پس از فرار رئیس آن دههم بن دواس، ریاض را فتح کرد. در سال ۱۷۷۶، سلیمان بن عبدالوهاب تسلیم شد. تصرف ریاض نقطه‌ای بود که محمد بن عبدالوهاب تمام امور حکومتی را به عبدالعزیز واگذار کرد و از زندگی عمومی کناره‌گیری کرد و خود را وقف تدریس، موعظه و عبادت کرد. در همین حال، عبدالعزیز به لشکرکشی‌های خود ادامه داد و شهرهایی مانند سودیر (۱۱۹۶/۱۷۸۱)، الخرج (۱۱۹۹/۱۷۸۴) و غیره را فتح کرد. مخالفت‌ها در شهرهای شمال مانند قصیم تا سال ۱۱۹۶–۱۷۸۱ متوقف شد. و شورشیان در عنیزه تا سال ۱۲۰۲/۱۷۸۷ تسلیم شدند. در شمال، شهر حائل، در سال ۱۲۰۱/۱۷۸۶ تصرف شد. وهابیان توانستند تسلط خود را بر بیشتر نجد برقرار کنند.

## نظر او در مورد حکومت
ومن ولی الخلافة واجتمع علیه الناس ورضوا به، وغلبهم بسیفه حتی صار خلیفة وجبت طاعتهم، وحرم الخروج علیهم.
هر که با شمشیر غلبه کرد و مردم گرد او جمع شدند و راضی بودند، باید از او اطاعت کرد و قیام علیه او حرام است.

## احیای اسلام (تجدید)
محمد بن عبدالوهاب یکی از متفکران جنبش احیای اسلام محسوب می‌شود. وی در جوانی در مدینه، تحت تأثیر آموزه‌های معلمانش محمد حیات بن ابراهیم السندی و عبدالله بن ابراهیم بن سیف بود.
بسیاری از آموزه‌های وهابی مانند مخالفت با کیش شخصیت یا شخص پرستی، نکوهش اکید تقلید از تفسیرهای کهنه و تشویق پایبندی به اصل متن مقدس از عقاید محمد حیات بن ابراهیم السندی سرچشمه گرفته‌اند.
تلاش‌های احیاگرانه ابن عبدالوهاب مبتنی بر اعتقاد راسخ به توحید و سنت بود.
تلاش‌های اصلاحی او آثاری مهم در دانش معاصر اسلامی بر جای گذاشت.
او پیروی کورکورانه (تقلید) را مانعی بر سر راه پیشرفت مسلمانان می‌دانست، خود را وقف تربیت توده‌ها برای ترقی اسلام کرد.
از نظر ابن عبدالوهاب، انحطاط و عقب ماندگی مسلمانان ناشی از غفلت آنان از تعالیم اسلام بود و تأکید می‌کرد که پیشرفت تنها با التزام به اسلام حاصل می‌شود. و علیه اعمال رایج صوفیانه مثل استغاثه، اسطوره‌ها و خرافات مبارزه کرد

## تخریب منزل او
خانه محمد بن عبدالوهاب در شهر حریمله برای مردم شناخته شده بود . مانند خانه های مجاور بود و مساحت آن تقریباً 275 متر مربع بود. اداره کل آثار باستانی و موزه ها برای مرمت خانه پیشقدم شد و این خبر در روز 21 شوال 1412 هجری قمری در روزنامه الریاض منتشر شد. هنگامی که عبدالعزیز بن باز، مفتی عربستان سعودی از این موضوع مطلع شد، بیانیه ای به نام خود و کمیته دائمی فتاوی منتشر کرد که این مرمت را ممنوع کرد و دستور تخریب خانه را به حکم ٰسد الذرائع (رفع بهانه اشخاص برای شرک ورزیدن ) داد تا به عنوان زیارتگاهی برای تبرک و غلو در شخص محمد بن عبدالوهاب درنیاید. 
متن نامه :
تجلیل از آثار علما به گونه ای که موجب غلو در آنها و شرک در آنها شود، جایز نیست 
صلوات و درود بر رسول خدا و آل و اصحاب او  
روزنامه الریاض در شماره 21/10/1412 هجری قمری مقاله ای به قلم: س. د تحت عنوان: (مرمت خانه شیخ محمد بن عبدالوهاب در بحرایمله) درج کرده و و اظهار داشت که اداره کل آثار باستانی و موزه ها توجه زیادی به خانه تجدید کننده دعوت سلفی، شیخ: محمد بن عبدالوهاب، نموده و برای خانه نگهبان ویژه تعیین شده است. 
کمیته دائمی تحقیقات علمی و فتاوی  پادشاهی عربستان بررسی کرد و دید که این عمل جایز نیست و  شیهه در علمای حق و طلب تبرک و شرک به آنها است. خانه مذکور باید خراب شود تا بهانه های شرک و غلو را ببندند. لظفا  وسیله آن را تعیین کنند مرجع ذی صلاح برای این کار فوراً اقدام کنند.  
صلوات الله علیه. پیامبر ما محمد، خاندان و یارانش. 
رئیس کل ادارات تحقیقات علمی، فتوا، دعوت و ارشاد و رئیس کمیته دائمی تحقیقات علمی و فتوا
عبدالعزیز بن عبدالله بن باز

## اعتقادات
محمد عبدالوهاب خود را، پیرو و مرید ابن تیمیه می‌دانست. 

## آثار
- کتاب التوحید
- کشف الشبهات
- اصول الثلاثه
- مسائل الجاهلیه
- اصول الایمان
- قواعد الأربع